# Greenbrier (Arkansas)
Greenbrier – miasto w Stanach Zjednoczonych, w stanie Arkansas, w hrabstwie Faulkner.